# Conseil en fusion-acquisition
Le conseil en fusion-acquisition (souvent abrégé en M&A, de l'anglais Mergers & Acquisitions) est une activité économique à haute valeur ajoutée, visant à accompagner les dirigeants des entreprises dans des opérations de rachat d'entreprises ou de cession d'une de leur filiales ou de leur entreprise tout entière. Le cabinet de conseil sert d'intermédiaire et d'accompagnateur sur l'ensemble des étapes d'une transaction, à savoir :
- l'étude de marché ;
- la préparation de documents de support à la transaction ;
- l'Analyse financière ;
- l'organisation de la transaction ;
- l'évaluation financière ;
- la négociation.

Il faut distinguer plusieurs types d'organisations intervenant dans ce métier :
Les banques d'affaires pour qui l'activité M&A est stratégique et qui travaillent sur un grand nombre d'opérations. Leur rôle est très étendu, de l'origination à l'intermédiation en passant par la recherche éventuelle de financement.
Les banques généralistes disposant d'un département de banque d'affaires pour qui l'activité M&A est moins stratégique, mais qui interviennent aussi bien en conseil en fusion acquisition qu'en financement d'acquisition, financement d'acquisition à effet de levier, placement de titres sur le marché, etc.
Les petites banques d'affaires spécialisées et les cabinets indépendants qui ne sont pas dépendants d'une banque ou d'un cabinet d'audit, et qui travaillent sur des affaires de toutes tailles (grands groupes, grandes PME, fonds d'investissement, etc.).
Les boutiques de fusion-acquisition qui sont de petite taille : ces cabinets travaillent sur des dossiers généralement plus modestes et surtout ne s'occupent pas de la partie financement.
Les cabinets d'audits qui ont des services de corporate finance, mais qui réalisent surtout les parties d'audit liés aux transactions. Cet audit peut être financier, environnemental, informatique, social, etc. Outre ces grands cabinets d'audit, certains experts comptables se sont spécialisés dans l'accompagnement aux transmissions d'entreprises, par le biais de missions d'audit d'acquisition ou d'évaluation d'entreprises notamment.
Les cabinets d'accompagnement personnalisé dans la cession d'entreprise qui accompagnent leurs clients tout au long de leurs projets de cession. Outre la mise en relation avec le repreneur, cette société aide ses clients à rester maître du processus. Ces services répondent aux besoins des PME et des TPE. Ces cabinets sont souvent des structures uni-personnelles qui rayonnent régionalement voire nationalement, et qui s'appuient sur des réseaux pour intervenir sur des sociétés dont la valorisation se situe entre 500 k€ et 15 M€.
Plusieurs annuaires des cabinets de fusions-acquisitions les recensent de façon pertinente, en fonction de leurs localisations géographiques, mais également de leur spécificités métier et de leurs interventions sectorielles.
Les places de marché pour la reprise et la transmission d'entreprises permettent de faire se rencontrer des repreneurs et des cédants d'entreprise ainsi que les différents conseils les accompagnant. L'opération de fusion-acquisition est ensuite réalisée en tandem entre repreneur et cédant, ou bien avec l'aide des conseils en fusions acquisitions de l'une ou de l'autre partie.

## Rémunération d'un conseil en fusion-acquisition
La rémunération d'un conseil en fusion-acquisition est le plus souvent constituée d'un forfait fixe ("retainer"), réglé en début de mission, et d'un variable au succès ("success fee") dû au closing de l'opération. Le success fee est le plus souvent exprimé en pourcentage du prix de cession. Ce pourcentage varie de 1% à 10% du prix de cession, suivant la taille de l'opération. 